# Фоміна Олександра Олександрівна
Олександра Олександрівна Фоміна (нар. 4 травня 1975) — українська і французька волейболістка.  Гравець національної збірної України. Учасник літніх Олімпійських ігор 1996 року.

## Із біографії
У 2010 році стала громадянкою Франції. Зі своїм клубом «Рабіта» (Баку) брала участь у чемпіонаті світу з волейболу серед жінок FIVB 2012 року..

## Клуби
| Роки      | Команди                       |
| --------- | ----------------------------- |
| 1991—1992 | «Локомотив» (Дніпропетровськ) |
| 1992—1999 | «Іскра» (Луганськ)            |
| 1999—2000 | «Хімволокно-Круг» (Черкаси)   |
| 2000—2004 | «Расинг» (Канни)              |
| 2004—2005 | «Круг» (Черкаси)              |
| 2005—2012 | «Расинг» (Канни)              |
| 2012—2013 | «Рабіта» (Баку)               |
| 2013—2014 | «Олімпік» (Мужен)             |

## Досягнення

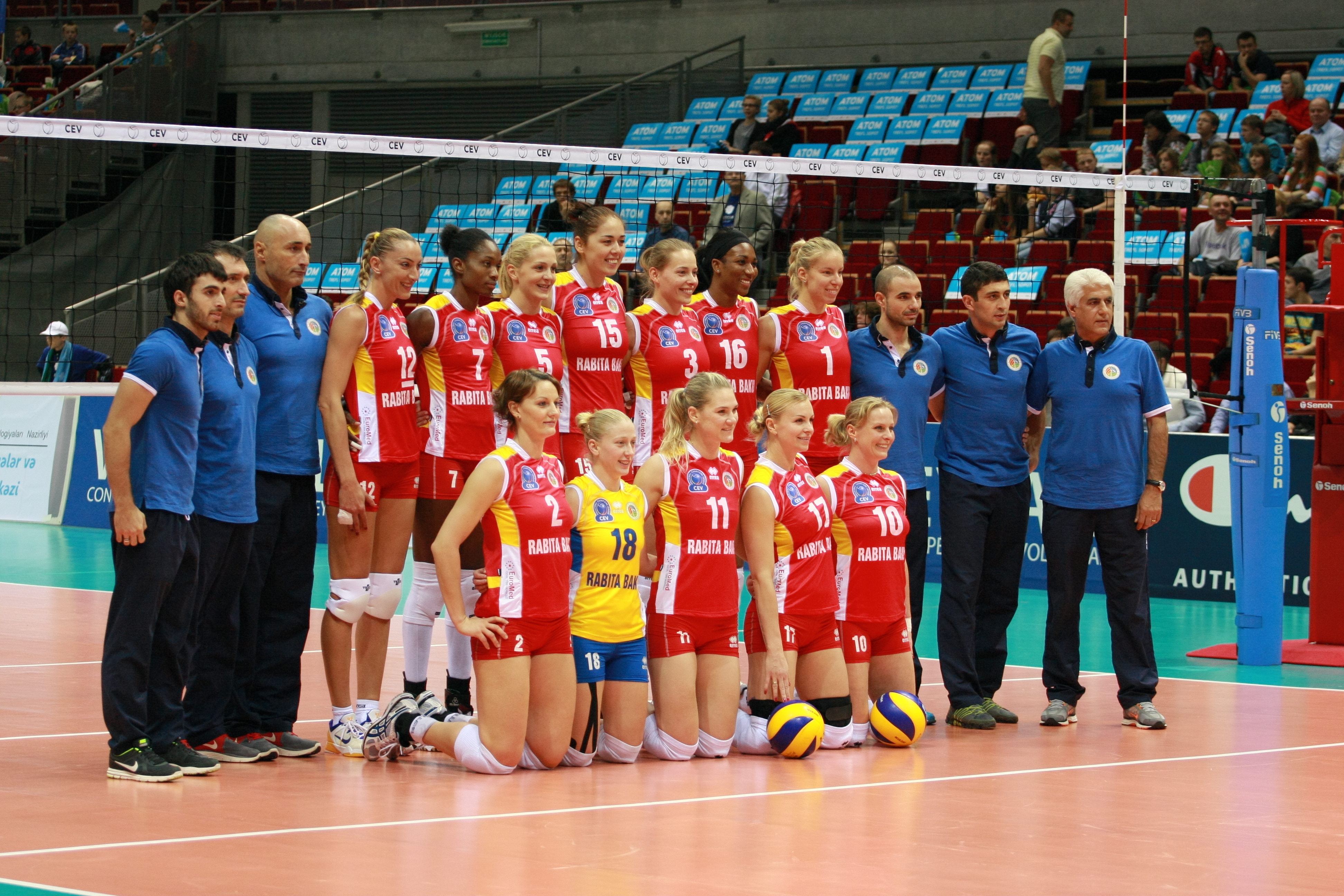
«Рабіта» (Баку) перед грою з польським клубом «Атом Трефль». Перший ряд: Ірина Жукова (№ 17), Олександра Фоміна (№ 10).

- Переможнциця Ліги чемпіонів (2): 2002, 2003
- Друге місце (3): 2006, 2012, 2013
- Третє місце (3): 1995, 2004, 2010
- Другий призер клубного чемпіонату світу (1): 2013
- Другий призер Кубка виклику (1): 1999

- Чемпіон Франції (11): 2001, 2002, 2003, 2004, 2006, 2007, 2008, 2009, 2010, 2011, 2012
- Володар кубка Франції (10): 2001, 2003, 2004, 2006, 2007, 2008, 2009, 2010, 2011, 2012
- Друге місце (1): 2002

- Чемпіон України (6): 1994, 1995, 1996, 1997, 1999, 2005
- Друге місце (1): 1993
- Третє місце (2): 1992, 1998
- Володар кубка України (1): 2005
- Друге місце (1): 1994
- Третє місце (2): 1993

- Чемпіон Азербайджану (1): 2013

- Переможець міжнародного турніру «Top Volley International» (2): 2003, 2006
- Друге місце (4): 1998, 2002, 2010, 2012
- Третє місце (2): 2004, 2008